# Relapse Records
Relapse Records – wytwórnia muzyczna z Filadelfii, założona w sierpniu 1990 przez Matta Jacobsona. Wytwórnia specjalizuje się w ekstremalnych i eksperymentalnych gatunkach heavy metalu. Nagrywają dla niej takie grupy jak Nile, The Dillinger Escape Plan, Burnt By The Sun, Amorphis, Suffocation, Neurosis, Soilent Green, Agoraphobic Nosebleed, Exhumed, Antigama i Mastodon. Release Records jest jej poboczną wytwórnią, która specjalizuje się w muzyce ambientowej oraz noise'owej.